# 下朝倉村
下朝倉村（しもあさくらむら）は愛媛県越智郡にあった村である。
1956年（昭和31年）に上朝倉村との2か村の合併で朝倉村となり、自治体としては消滅した。朝倉村は平成の市町村合併で今治市となり、現在に至っている。

## 地理
現在の今治市の南部。高縄半島の東部。頓田川中流域に位置する。今治市に接する北は今治平野の一部を構成し水田が広がっているが、東と西とは山に囲まれている。南は上朝倉村に接する。
村名の由来
「朝倉」の名の由来については、朝倉村の記事参照。
川
頓田川
山
笠松山、世田山

## 歴史

### 略史
先史時代・古代
石器や土器が出土しており、古墳も点在しているなど早くから開けた地域であることを示している。
中世
国府の東南に位置し、世田、笠松等で東の守りを担った。南北朝時代から河野氏が世田城、笠松城、竜門城等を根城に当地を治めた。長宗我部氏や小早川氏に対峙したが、16世紀末に次々落城した。
藩政期
今治藩領、松山藩領（朝倉下村）及び幕府領（朝倉下村及び山口村の一部）とが混在していた。
- 寛永年間に朝倉南村の石丸忠兵衛が頓田川から引水し、水田12町歩を開墾したが、今治藩と松山藩との境界が入り組んでいたため両藩に紛議が生じた。

このほか、藩政期以前から幾度か新田開発が行なわれた記録が残っている。
- 明和年間に朝倉中村（中野村とも）が朝倉北村と朝倉南村とに分かれる。

明治以降
- 1879年（明治12年） - 朝倉南村・朝倉北村が合併し、朝倉南北村となる。
- 1887年（明治20年） - 朝倉南北村内に朝倉尋常小学校開設。

### 沿革
- 1889年（明治22年） 12月15日 - 町村制施行により、朝倉下、朝倉南北、古谷、山口の4か村が合併して、越智郡下朝倉村発足。役場を大字朝倉下におく。
- 1956年（昭和31年） 3月31日 – 上朝倉村、下朝倉村の2か村の合併で朝倉村となり、自治体としての歴史を閉じる。

```
下朝倉村の系譜
（町村制実施以前の村）　（明治期）　　　　　　（昭和の合併）　　　（平成の合併）
　　　　　　　　　　　　町村制施行時
朝倉上　━━━┓
　　　　　　　┣━━━上朝倉村━━━━━━━┓
朝倉上之村━━┛　　　　　　　　　　　　　　┃昭和31年3月31日
　　　　　　　　　　　　　　　　　　　　　　┃　合併
朝倉下　━━━┓　　　　　　　　　　　　　　┣━朝倉村━━━━━━━━┓
朝倉南北━━━╋━━━下朝倉村━━━━━━━┛　　　　　　　　　　　　┃
古谷　　━━━┫　　　　　　　　　　　　　　　　　　　　　　　　　　　┃
山口　　━━━┛　　　　　　　　　　　　　　　　　　　　　　　　　　　┃平成17年1月16日
　　　　　　　　　　　　　　　　　　　　　　　　　　　　　　　　　　　┃新設合併、新・今治市発足
　　　　　　　　　　　　　　　　　　　　　　　　　　　　　　今治市━━╋━━今治市
　　　　　　　　　　　　　　　　　　　　　　　　　　　　　　玉川町━━┫
　　　　　　　　　　　　　　　　　　　　　　　　　　　　　　波方町━━┫
　　　　　　　　　　　　　　　　　　　　　　　　　　　　　　大西町━━┫
　　　　　　　　　　　　　　　　　　　　　　　　　　　　　　菊間町━━┫
　　　　　　　　　　　　　　　　　　　　　　　　　　　　　　吉海村━━┫
　　　　　　　　　　　　　　　　　　　　　　　　　　　　　　宮窪町━━┫
　　　　　　　　　　　　　　　　　　　　　　　　　　　　　　伯方町━━┫
　　　　　　　　　　　　　　　　　　　　　　　　　　　　　　上浦町━━┫
　　　　　　　　　　　　　　　　　　　　　　　　　　　　　　大三島町━┫
　　　　　　　　　　　　　　　　　　　　　　　　　　　　　　関前村━━┛

（注記）今治市以下の市町村の合併以前の系譜はそれぞれの市・町・村の記事を参照のこと。

```

## 地域
合併前の旧4か村の名をそのまま大字として継承するとともに、朝倉南北村は南と北とに分かれた。合併し朝倉村になっても継承された。
朝倉下（あさくらしも）、朝倉南（あさくらみなみ）、朝倉北（あさくらきた）、古谷（こや）、山口（やまぐち）
なお、現在、今治市になってからの地名表記は「朝倉村」を付けず大字を省く。
例　今治市朝倉北

## 産業
米、麦、繭などを産した。

## 交通
鉄道は通っていなかった。